# Guto Gida
Guto Gida est un woreda de l'ouest de l'Éthiopie situé dans la zone Misraq Welega de la région Oromia. Woreda rural proche de Nekemte, il compte 89 906 habitants en 2007.
Partie nord de l'ancien woreda Guto Wayu, il est bordé par Limmu et Gida Ayana au nord, Gudeya Bila, Sibu Sire et Wayu Tuka à l'est, Leka Dulecha au sud, Nekemte au sud-ouest, Diga et Sasiga à l'ouest.
Le recensement national de 2007 fait état pour ce woreda d'une population de 89 906 habitants, tous ruraux. La majorité des habitants (53 %) sont protestants, 30 % sont orthodoxes, 15 % sont musulmans et près de 2 % sont catholiques.
En 2022, sa population est estimée à 125 682 personnes avec une densité de population de 129 personnes par km2 et 973 km2 de superficie.